# Abdessalam Ahizoune
Abdessalam Ahizoune (abweichende Schreibweise: Abdeslam Ahizoune; arabisch عبد السلام أحيزون, DMG ʿAbd as-Salām Aḥīzūn; * 20. April 1955 in Tiflet, Provinz Khémisset) ist ein marokkanischer Politiker, Wirtschaftsmanager und Sportfunktionär, der unter anderem mehrmals Minister war. Von 2001 bis Februar 2025 war er Präsident der Telefongesellschaft Maroc Telecom.

## Leben
Abdessalam Ahizoune begann nach dem Grund- und Sekundarschulbesuch in Tiflet, Khémisset und Kenitra, den er 1972 mit einem Baccalauréat der Mathematik abgeschlossen hatte, ein Studium an der École nationale supérieure des télécommunications (EMST), der Hochschule für Telekommunikationsingenieure in Paris, das er 1977 als Diplom-Ingenieur beendete. Nach seiner Rückkehr begann er seine berufliche Laufbahn als Telekommunikationsingenieur beim Nationalen Post- und Fernmeldeamt ONPT (Office National des Postes et des Télécommunications) und wurde 1983 Leiter der Abteilung Kommunikation im Ministerium für Post und Telekommunikation. Als solcher war er maßgeblich verantwortlich für die Planung und Einführung von Investitionsprogrammen im Bereich der Telekommunikation.
Am 11. August 1992 wurde Ahizoune in das fünfte Kabinett von Premierminister Mohammed Karim Lamrani berufen und übernahm dort das Amt als (Ministre des Postes et des Télécommunications) und bekleidete dieses Ministeramt bis zum 31. Januar 1995 auch im sechsten Kabinett Lamrani sowie im ersten Kabinett von Premierminister Abdellatif Filali. Zugleich war er zwischen 1993 und 1994 Generaldirektor des Office National des Postes et des Télécommunications. Im dritten Kabinett von Premierminister Filali fungierte er zwischen dem 13. August 1997 und dem 4. März 1998 als Kommunikationsminister (Ministre des Télécommunications). Im Anschluss war er zwischen 1997 und 2000 zunächst Geschäftsführender Generaldirektor der Telefongesellschaft Itissalat Al-Maghrib und ist seit Februar 2001 Präsident der daraus hervorgegangenen Maroc Telecom. Zugleich war er zwischen April 2005 und Juni 2012 Mitglied des Vorstands von Vivendi, des größten französischen Medienkonzerns, der in den Branchen Musik, Fernsehen, Film, Verlagswesen, Telekommunikation und Internet teilweise international tätig ist. Seit 2006 ist er ferner Präsident des Leichtathletikverbandes FRMA (Fédération Royale Marocaine d’Athlétisme). Daneben engagiert er sich als Mitglied des Institut Royal de la Culture Amazighe (ICRAM), einem staatlichen Institut zur Förderung der Kultur der Berber, sowie als Vorsitzender der Gesellschaft der Telekommunikationsmitarbeitenden MATI.

## Hintergrundliteratur
- Aomar Boum, Thomas K. Park: Historical Dictionary of Morocco, Rowman & Littlefield, 2016, ISBN 1-4422-6297-4, S. 33

| Personendaten    | Personendaten                                                    |
| ---------------- | ---------------------------------------------------------------- |
| NAME             | Ahizoune, Abdessalam                                             |
| ALTERNATIVNAMEN  | Ahizoune, Abdeslam; عبد السلام أحيزون (arabisch)                 |
| KURZBESCHREIBUNG | marokkanischer Politiker, Wirtschaftsmanager und Sportfunktionär |
| GEBURTSDATUM     | 20. April 1955                                                   |
| GEBURTSORT       | Tiflet, Provinz Khémisset                                        |